# Рускало (Верчели)
Рускало је насеље у Италији у округу Верчели, региону Пијемонт.
Према процени из 2011. у насељу је живело 12 становника. Насеље се налази на надморској висини од 190 м.